# Stefan Flüeck
Stefan Flüeck (* 16. Februar 1981 in Hannover) ist ein deutscher Journalist, Radiomoderator und DJ.

## Leben und Karriere
Stefan Flüeck wuchs in der Gemeinde Isernhagen in der Region Hannover (Niedersachsen) auf. Nach seinem Abitur am Gymnasium Großburgwedel studierte er Medien- und Kommunikationswissenschaften an der Georg-August-Universität Göttingen.
Von 2002 bis 2006 moderierte Stefan Flüeck zahlreiche Sendungen bei Antenne Niedersachsen in Hannover, darunter „Schöner Feierabend mit Stefan“ und „Die Frühstücksflocken mit Sabrina und Stefan“. Hohe Bekanntheit erlangte er u. a. durch die Redewendung Stefan Flüeck – mit dem hat man Glück. 2006 wechselte er zum Garbsener Radiosender Radio 21 (Deutschland), wo er drei Jahre lang die „Classic Rock Morningshow mit Flüeck und Lewandowski“ moderierte. Ausgestrahlt wurde die Sendung zeitgleich bei Rockland Radio in Rheinland-Pfalz. Seit 2009 ist Stefan Flüeck wieder bei Antenne Niedersachsen zu hören. Mittlerweile ist er dort als Chef vom Dienst tätig.
Seit 2023 moderiert Stefan Flüeck bei der Sendung „Euer Morgen“ bei Antenne Niedersachsen.
Neben seiner Tätigkeit im Hörfunk legt Stefan Flüeck regelmäßig als DJ auf verschiedenen Veranstaltungen auf. Außerdem ist er als Sprecher in verschiedenen Podcasts, Hörspiel-Produktionen und als Werbesprecher in deutschlandweit 118 Einrichtungsmärkte von POCO Einrichtungsmärkte zu hören.

## Belege
1. ↑  RADIOSZENE - Das Insidermagazin für Radiomacher. Abgerufen am 10. Februar 2021.
2. ↑  Antenne Niedersachsen: Stefan Flüeck. Abgerufen am 27. Juni 2023.
3. ↑  Stefan FlüeckAntenne Niedersachsen GmbH, Co KGChef vom DienstHannover: Stefan Flüeck - Chef vom Dienst (CvD) - Antenne Niedersachsen GmbH & Co. KG. Abgerufen am 10. Februar 2021.
4. ↑  Stefan Flüeck I Moderator & DJ. Abgerufen am 10. Februar 2021.
5. ↑  Werben & Verkaufen: Das steckt hinter dem Podcast Hörwerk | W&V. 4. September 2018, abgerufen am 10. Februar 2021.
6. ↑  Alarm für die Erde | MARK BRANDIS. Abgerufen am 10. Februar 2021 (deutsch).

| Personendaten    | Personendaten                                       |
| ---------------- | --------------------------------------------------- |
| NAME             | Flüeck, Stefan                                      |
| KURZBESCHREIBUNG | deutscher Journalist und Radiomoderator             |
| GEBURTSDATUM     | 16. Februar 1981                                    |
| GEBURTSORT       | Hannover, Niedersachsen, Bundesrepublik Deutschland |